# Attalea guianensis
Attalea guianensis är en enhjärtbladig växtart som först beskrevs av Sidney Frederick Glassman, och fick sitt nu gällande namn av Scott Zona. Attalea guianensis ingår i släktet Attalea och familjen Arecaceae.
Artens utbredningsområde är Franska Guyana. Inga underarter finns listade i Catalogue of Life.